# Loudun
Loudun es una pequeña ciudad y comuna de 9000 habitantes aproximadamente del departamento de Vienne, región de Nueva Aquitania, Francia.

## Geografía y ubicación
Situado al noroeste de Poitiers, en elevado otero que domina fértil llanura, cerca del Martiel o Pequeño Maine que nace allí.
Latitud aproximada= 46-47 grados N. 
Longitud aproximada= 0-1 grados E.
Incluye la commune associée de Rossay, la cual contaba con 241 habitantes según el censo de 1999.

## Demografía
| 6214 | 7094 | 8035 | 8120 | 7854 | 7704 |
| Para los censos de 1962 a 1999 la población legal corresponde a la población sin duplicidades (Fuente: INSEE [Consultar]) |      |      |      |      |      |

## Actividades comerciales e industriales
Escuela Preparatoria de Veterinaria. Cultivo de trufas en los alrededores. 

## Monumentos

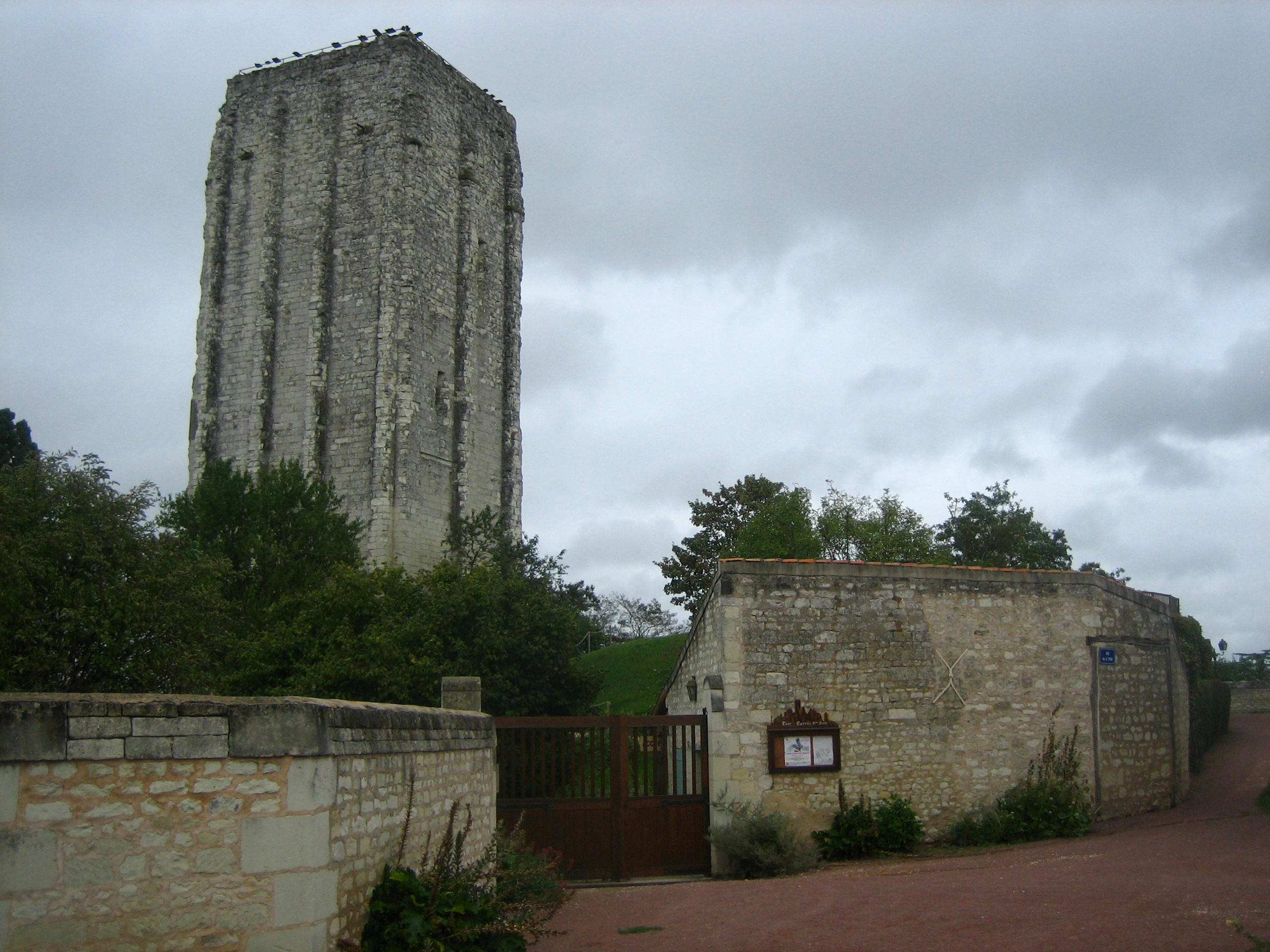
La Tour Carrée

Tres antiguas iglesias: la de Santa Cruz, que data del siglo XI sirve de mercado. Ruinas de murallas del siglo XIV. Torreón románico, único resto del castillo, destruido por orden de Richelieu. Edificios del tiempo del Renacimiento.

## Historia
Es la antigua Laudunum o Juliodunum, de origen galo. El protestantismo hizo en ella muchos prosélitos; los católicos la tomaron en 1569, y la revocación del edicto de Nantes le fue muy funesta. Se hizo célebre por el proceso entablado y respaldado por el cardenal Richelieu contra el sacerdote católico Urbano Grandier en 1634, a quien se acusó de haber hechizado a las monjas Ursulinas de la ciudad.

## Misceláneo
La novela Los demonios de Loudun de Aldous Huxley, publicada en 1952, cuenta la historia del juicio contra Urbano Grandier, sacerdote del pueblo que fue torturado y luego quemado en la hoguera en 1634. Fue acusado de iniciar una alianza con el demonio y haber seducido a un convento entero de monjas, en el cual fue supuestamente avistado por una serie de pueblerinos. Las Endemoniadas de Loudun ha sido uno de los casos más sensacionales de posesión demoníaca e histeria sexual en la historia.
En 1969, basado en el libro de Huxley, Krzysztof Penderecki creó una ópera del mismo nombre. Al año siguiente, Ken Russell dirigió el filme Los demonios, también basado en el libro de Huxley.
Hay que mencionar, también, La posesión de Loudun de Michel de Certeau, un estudio de antropología histórica en la que el mismo caso es estudiado desde fuentes de la época. 
Está hermanada con la ciudad española de Burgos, cuyo patrón San Lesmes nació en Loudun.

## Personajes célebres nacidos en Loudun
- Jean Salmon Macrin (1490-1557), Poeta neoclásico.
- Théophraste Renaudot (1586-1653), periodista y médico.
- Ismael Bullialdus (1604-1694), Astrónomo.
- San Lesmes Abad (1035- 1097),

## Ciudades hermanadas
- Audun-le-Tiche, Francia
- Leuze-en-Hainaut, Bélgica
- Uagadugú, Burkina Faso
- Burgos, España
- Thibodaux, EE. UU.
- Shippagan, Canadá